# Shakhboz Erkinov
Shakhboz Erkinov, né selon les sources le 16 juillet 1986, ou le 19 juillet 1987 à Tachkent en Ouzbékistan, est un footballeur international ouzbek.

## Carrière

### En club
- 2005 : Sogdiana Jizak  Ouzbékistan
- 2006 : PFK Shurtan Guzar  Ouzbékistan
- 2007 : Pakhtakor Tachkent  Ouzbékistan
- jan. 2008-2008 : Sogdiana Jizak  Ouzbékistan
- 2008-2010 : PAS Hamedan  Iran
- 2010-déc. 2011 : PFK Shurtan Guzar  Ouzbékistan
- depuis jan. 2012 : Pakhtakor Tachkent  Ouzbékistan
  - depuis Mars 2013 : FK Olmaliq  Ouzbékistan (prêt)

### En sélection
3 sélections et 0 but avec l'équipe d'Ouzbékistan de football en 2009.